# Шварёв, Николай Александрович (архитектор)
Николай Александрович Шварёв (06.12.1890—17.04.1962) — советский архитектор в Перми. Главный архитектор города (1953 - 1955 гг.)

## Биография
Родился 6 декабря (по старому стилю) 1890 г. в Перми.
Образование получил в Пермском Алексеевском реальном училище. С 1913 по 1916 гг. учился в ВХУ при Академии художеств в Санкт-Петербурге. Участник Первой мировой войны. В качестве "охотника" (добровольца) с 6 июня 1916 года обучался на Теоретических авиационных курсах при Петроградском политехническом институте (ЦГИА СПб ф. 478, оп. 7, д. 5, л. 166-167). В звании унтер-офицера служил в авиатехнических частях. В Гражданскую войну в том же звании и должности числился в армии адмирала Колчака. В начале 20-х годов принимал участие в комплектовании художественного отдела Пермского краеведческого музея.  Работал архитектором в проектно-планировочном управлении горкомхоза (1936—1937), был управляющим в Пермоблпроекте (с 1944), исполняющим обязанности управляющего и главного архитектора (1953-1955).
Скончался в Перми 17 апреля 1962 года.

## Известные работы

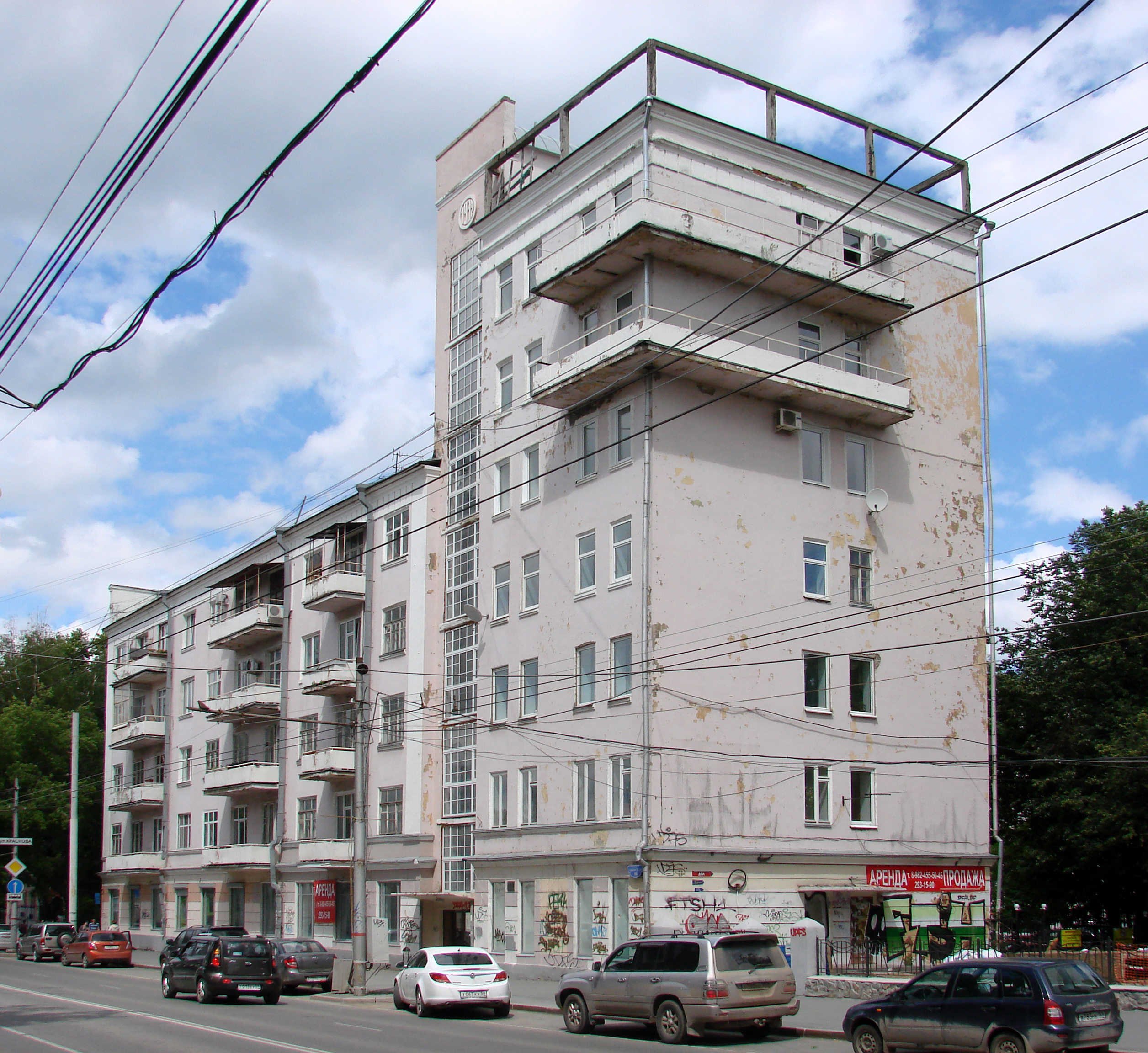
Дом чекиста в 2014 г.

- «Дом Чекиста» (1929—1939) (ул. Сибирская, 30) (проект под руководством Н. А. Шварёва, а также В. И. Соломатов, А. С. Русаков)
- Пожарное депо (Перестроено Н. А. Шварёвым в 1951 году) (ул. Екатерининская, 53а). Изначально построено В. В. Попатенко.
- Школа № 9 (1939) (Комсомольский проспект, 45).
- Административное здание комбината «Пермлеспрома» (1946) (ул. Монастырская, 4а)